# Olszynka (województwo kujawsko-pomorskie)
Olszynka – wieś w Polsce położona w województwie kujawsko-pomorskim, w powiecie aleksandrowskim, w gminie Bądkowo.

## Podział administracyjny
W latach 1975–1998 miejscowość położona była w województwie włocławskim.

## Demografia
Według Narodowego Spisu Powszechnego (III 2011 r.) liczyła 37 mieszkańców. Jest jedną z 2 najmniejszych miejscowości gminy Bądkowo (ludność żadnej z nich nie przekracza 40 osób).